# Chicago Sting 1975
Questa pagina raccoglie i dati riguardanti i Chicago Sting nelle competizioni ufficiali della stagione 1975.

## Stagione
La neonata franchigia degli Sting venne affidata alla guida tecnica dell'inglese Bill Foulkes. La rosa degli Sting venne formata in gran parte da giocatori di origine britannica ma che rispetto ad altre società presentava un buon numero di giocatori statunitensi provenienti da squadre dilettantistiche dell'area di Chicago, benché spesso utilizzati solo come rincalzi. Gli Sting ottennero il secondo posto della Central Division, mancando l'accesso ai playoff per il titolo di un solo punto rispetto ai californiani degli L.A. Aztecs.

## Organigramma societario
Area direttiva
Area tecnica
- Allenatore: Bill Foulkes

## Rosa
| N. |                        | Ruolo | Calciatore       |
| -- | ---------------------- | ----- | ---------------- |
| 1  | Stati Uniti (bandiera) | P     | Mike Winter      |
| 2  | Inghilterra (bandiera) | D     | Eddie Cliff      |
| 3  | Inghilterra (bandiera) | D     | Eddie May        |
| 4  | Galles (bandiera)      | D     | Clive Griffiths  |
| 5  | Stati Uniti (bandiera) | D     | Stefan Szefer    |
| 6  | Stati Uniti (bandiera) | A     | Willy Roy        |
| 7  | Stati Uniti (bandiera) | C     | Rudy Getzinger   |
| 8  | Inghilterra (bandiera) | C     | Rodney Johnson   |
| 9  | Stati Uniti (bandiera) | C     | Richard Green    |
| 10 | Inghilterra (bandiera) | A     | Gordon Hill      |
| 11 | Inghilterra (bandiera) | A     | Ian Storey-Moore |
| 12 | Inghilterra (bandiera) | A     | Russell Allen    |
| 12 | Stati Uniti (bandiera) | A     | Eugene Andruss   |
| 13 | Israele (bandiera)     | C     | Beni Alon        |

| N. |                             | Ruolo | Calciatore        |
| -- | --------------------------- | ----- | ----------------- |
| 13 | Stati Uniti (bandiera)      | A     | Ian Stone         |
| 14 | Inghilterra (bandiera)      | P     | Mervyn Cawston    |
| 15 | Stati Uniti (bandiera)      | D     | Alex Skotarek     |
| 16 | Polonia (bandiera)          | A     | Waldemar Obrębski |
| 16 | Inghilterra (bandiera)      | A     | Garry Hargreaves  |
| 17 | Inghilterra (bandiera)      | C     | Mickey Rooney     |
| 17 | Inghilterra (bandiera)      | D     | John Webb         |
| 18 | Irlanda del Nord (bandiera) | C     | Jim Lemon         |
| 18 | Stati Uniti (bandiera)      | C     | Jerry Panek       |
| 19 | Stati Uniti (bandiera)      | C     | Rudy Keller       |
| 19 | Stati Uniti (bandiera)      | D     | Tarcisio Mosnia   |
| 20 | Stati Uniti (bandiera)      | C     | Rudi Mayer        |
|    | Inghilterra (bandiera)      | C     | Phil O'Connor     |